# Das sexte Semester
Das sexte Semester ist eine US-amerikanische Teenie-Komödie aus dem Jahr 2002.

## Handlung
In einer Stadt konkurrieren zwei nordamerikanische Studentenverbindungen miteinander. Die Fraternity (dt. Studentenverbindung) ΚΟΚ (Kappa Omikron Kappa) interessiert sich vor allem für wilde Partys mit viel Alkohol und Sex. Nach einer dieser feucht-fröhlichen Feiern kommt es jedoch zum Skandal. Den Mitgliedern Dave, Adam und Doofer, die für die Finanzen der KOK zuständig sind, wird ein Diebstahl vorgeworfen, nachdem der Safe leer vorgefunden wurde. Bei einer Versammlung beschließen die restlichen Mitglieder, die drei Verräter auszuschließen. Der Ausschluss kommt zu einem denkbar ungünstigen Zeitpunkt, denn in wenigen Wochen findet die alljährliche „Cocktail Cruise“ statt. Diese Kreuzfahrt gilt als wichtige Plattform für Gespräche über die weitere Karriere der College-Studenten. Daves Vater hat seinem Sohn eine Stelle in einem angesehenen Unternehmen versprochen und seine beiden Freunde sollen als Mitarbeiter eingestellt werden. Nun droht ihnen durch den Skandal diese einmalige Chance zu entgehen. Sie sind sich jedoch sicher, dass der Vorsitzende Spence das Geld gestohlen hat und wollen es mit einem Video beweisen. Um an das Beweismittel zu gelangen, müssen sie jedoch noch einmal in das KOK-Haus gelangen.
Da fällt ihnen ein, dass am Abend eine Party stattfindet. Sie verkleiden sich als Frauen, doch der Zugang zum Video bleibt ihnen verwehrt. Stattdessen geraten sie in die Sorority (dt. Studentinnenverbindung) ΔΟΓ (Delta Omikron Gamma, DOG), die sich gegen die sexuelle Ausbeutung von Frauen wehrt und für Frauen einsetzt, die wegen ihrer weniger attraktiven äußeren Erscheinung oder sonstiger Schwächen benachteiligt werden. Die jungen Männer, die sonst eher durch Imponiergehabe und überhebliche Sprüche auffallen, müssen mitten unter den Studentinnen nicht nur ihr wahres Geschlecht verbergen, sondern sich auch mit der weiblichen Persönlichkeit auseinandersetzen. In den nächsten Stunden lernen sie die alltäglichen Probleme der Frauen kennen. Das Leben wird ihnen zusätzlich erschwert, als „Adina“ beim Versuch, das Video zu holen, von ihrem/seinem Bruder Jimmy sexuell bedrängt wird und die Vorsitzende Leah ihr lesbisches Interesse an „Daisy“ offenbart, während Dave sie gleichzeitig mit einem romantischen Shakespeare-Sonnet zu verführen versucht.
Nach einigen turbulenten Ereignissen ergibt sich für die drei Studenten eine Chance, ihr Problem zu lösen. Die DOG tritt gegen die „Tri Pi“, eine Gruppe blonder Frauen, in einem Football-Spiel an. Der Sieger darf die KOK bei der Kreuzfahrt begleiten. Zunächst verläuft das Spiel nicht nach Plan und die drei starken Männer werden von den „Tri Pi“ überrumpelt. Aber dann motiviert „Adina“ die restlichen Team-Mitglieder mit psychologischen Tricks und die DOG können das Spiel noch zu ihren Gunsten entscheiden. Als sie am Hafen ankommen, haben die „Tri Pi“ schon ihren Platz auf dem Schiff eingenommen. Die DOG lassen sich davon dank ihres neuen Selbstvertrauens nicht einschüchtern, werfen die Blondinen über Bord und entern das Schiff. Dort offenbaren Dave, Adam und Doofer ihre wahre Identität. Sie präsentieren das verräterische Video und Dave erhält den gewünschten Arbeitsplatz. Außerdem kann er Leah für sich gewinnen.

## Kritiken
- Das Lexikon des internationalen Films meint dazu: „Charleys Tante“ im Gewand einer überaus albernen Campus-Komödie.“[2]
- Roger Ebert konnte kaum an sich halten, angesichts des platten Films:

„Pause by the poster on the way into the theater. That will be your high point. It has all you need for a brainless autopilot sitcom ripoff […] They look as feminine as the sailors wearing coconut brassieres in ‘South Pacific.’ Their absolute inability to pass as women leads to another curiosity about the movie, which is that all of the other characters are obviously mentally impaired.“

„Machen Sie auf dem Weg ins Theater eine Pause beim Plakat. Das wird Ihr Höhepunkt sein. Es hat alles, was Sie für eine hirnlose Autopilot-Sitcom-Abzocke brauchen. […] Sie sehen so feminin aus wie die Matrosen mit Kokosnuss-Büstenhaltern in ‚South Pacific‘. Ihre absolute Unfähigkeit, als Frau durchzugehen, führt zu einer weiteren Kuriosität des Films, nämlich dass alle anderen Charaktere offensichtlich geistig beeinträchtigt sind.“

## Auszeichnungen und Resonanz
Barry Watson erhielt für den Film eine Nominierung für den Teen Choice Award 2002.
Donna Barrett Gilbert und Joanne Harris gewannen 2003 den Hollywood Makeup Artist and Hair Stylist Guild Award für das beste Haarstyling.
An den Kinokassen spielte Das sexte Semester sein Budget von 12 Millionen US-Dollar in etwa wieder ein.